# Långtjärnen (Karlanda socken, Värmland, 661118-128779)
Långtjärnen är en sjö i Årjängs kommun i Värmland och ingår i Göta älvs huvudavrinningsområde. Sjöns area är 0,034 kvadratkilometer och den befinner sig 198 meter över havet.